# Crithagra citrinelloides
El serín etíope (Crithagra citrinelloides) es una especie de ave paseriforme de la familia Fringillidae que se encuentra en las montañas de Etiopía, Eritrea y Kenia. Anteriormente se consideraba conespecífico del serín africano (Crithagra hyposticta), pero en la actualidad se consideran especies separadas.